# Presură cu cap roșu
Presura cu cap roșu (Emberiza bruniceps) este o pasăre cântătoare mică din familia Emberizidae, ordinul paseriformelor.
Se reproduce în Asia Centrală, inclusiv în Afganistan, Iran, Kazahstan, Kârgâzstan, Mongolia, Federația Rusă (Rusia europeană, Rusia central-asiatică), Tadjikistan, Turkmenistan, Uzbekistan și China. Este o specie migratoare, care iernează în India și Bangladesh. În Europa de Vest, unde este o specie rătăcitoare, această specie a fost înregistrată mai frecvent decât presura cu cap negru, cu care este înrudită, în ciuda faptului că aceasta din urmă are o arie de reproducere mai vestică. Rapoartele din Marea Britanie au scăzut dramatic în ultimii ani, coincidând cu declinul unor specii din familia Emberizidae din cauza impactului comerțului ilegal.
Presura cu cap roșu se reproduce în zone deschise, cu tufișuri, inclusiv pe terenuri agricole. Depune trei până la cinci ouă în cuiburi pe care le construiește  în copaci sau tufișuri. Hrana sa naturală constă în semințe sau, atunci când hrănește puii, în insecte.
Această pasăre are o lungime de 17 cm, fiind mai mare decât presura de stuf, cu o coadă lungă. Masculul reproducător are partea inferioară a corpului de culoare galben aprins, partea superioară verde și fața și pieptul de culoare roșu-maroniu.
Femela este o versiune estompată a masculului, cu partea inferioară mai palidă, spatele gri-maroniu și capul cenușiu. Puii sunt similari, iar ambii pot fi greu de diferențiat de penajul corespunzător al presurei cu cap negru.

## Galerie

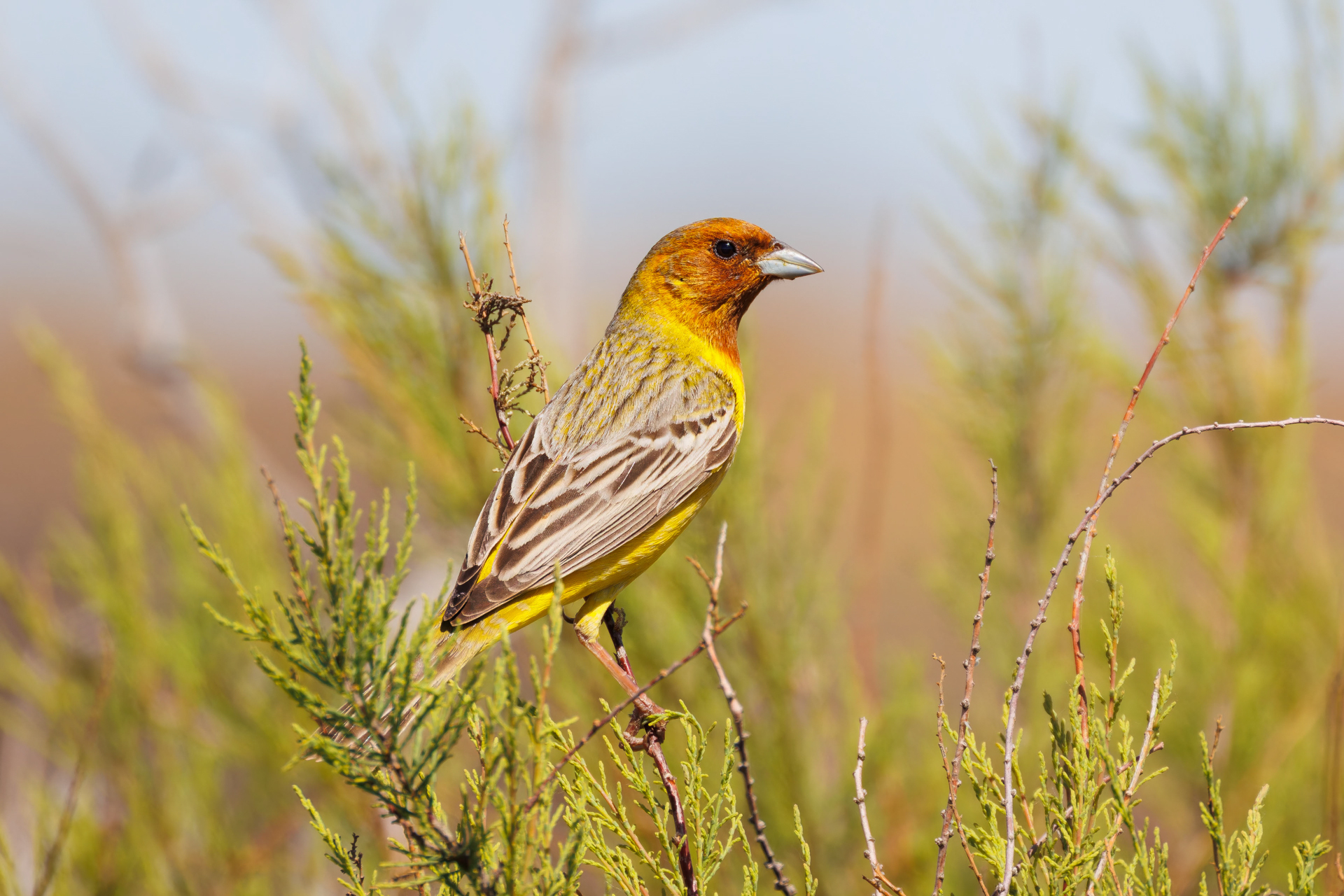
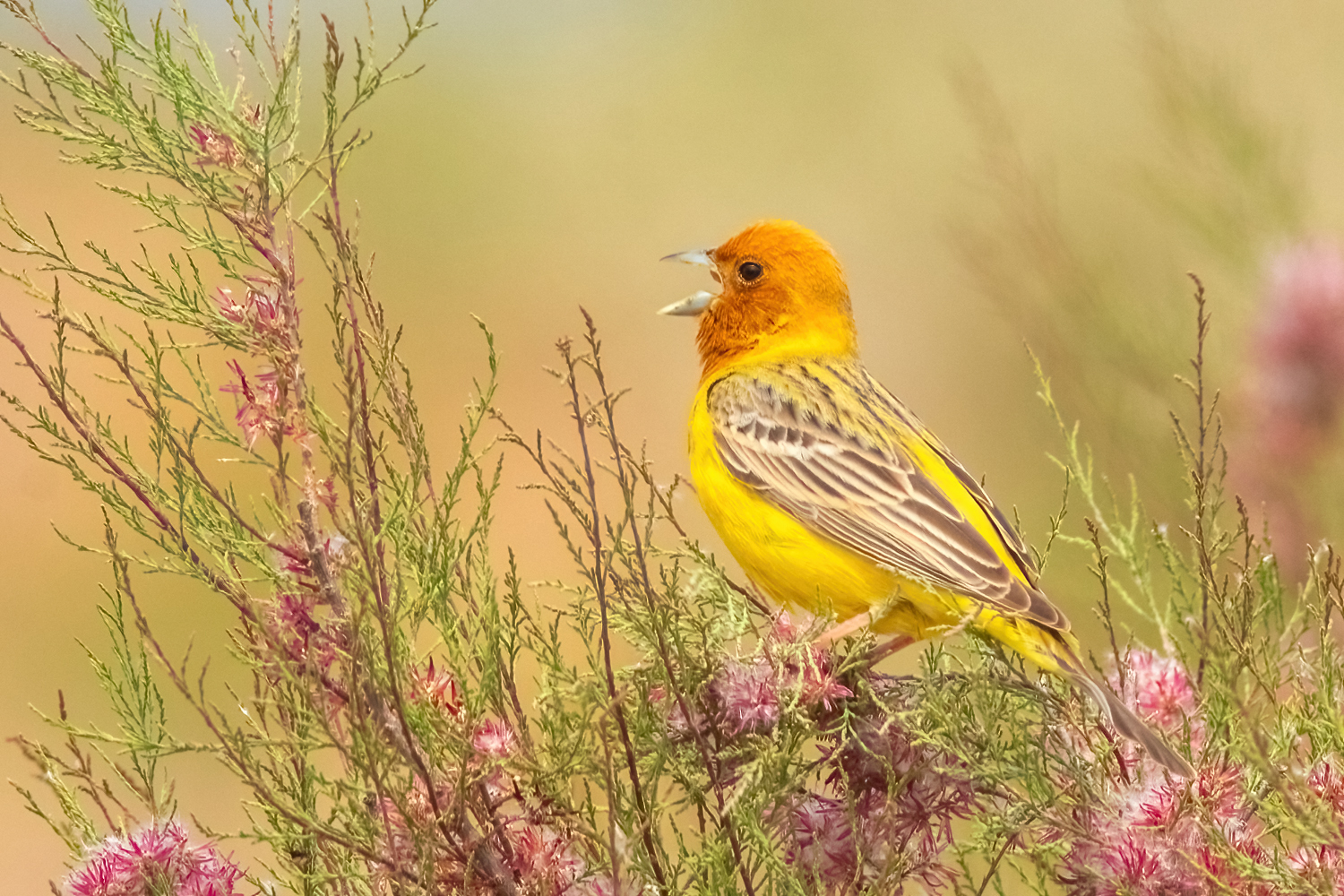
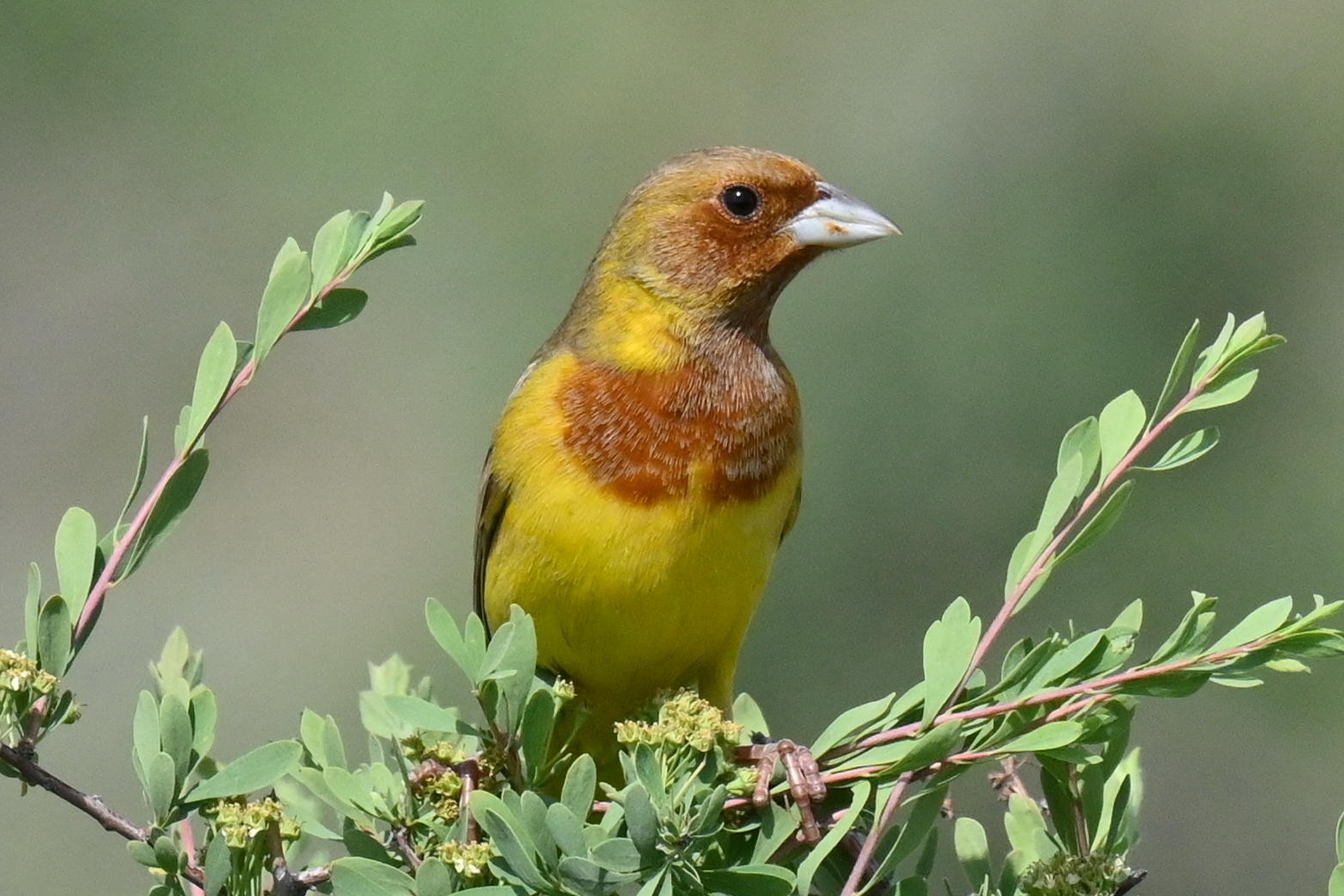